# Elektrostrikce
Elektrostrikce je fyzikální jev, při kterém vlivem vnějšího elektrického pole nebo pod vlivem změny elektrického pole dochází k deformaci dielektrik. Deformace bývá přímo úměrná druhé mocnině intenzity elektrického pole a nedochází ke změně směru deformace s otočením směru elektrického pole .
Elektrostrikce bývá chybně zaměňována za nepřímý piezoelektrický jev. K elektrostrikci dochází ve všech dielektrických materiálech, zatímco piezoelektrický jev se vyskytuje výhradně v piezoelektrických materiálech.
Elektrostrikce se využívá například v krystalových oscilátorech ke stabilizaci frekvence nebo v aktuátorech s velmi malými posuvy (jednotky μm).